# 强岛海湾队
强岛海湾队（Strong Island Sound）是新美国篮球协会的一支扩充球队，球队主场设在纽约州,长岛的萨佛克郡社区学院体育馆。球队主教练是迪探亚·米克森(Dytanya Mixson) ，球队队长是加里·威廉姆斯(Gary Williams)。  
球队有机结合了篮球文化和hip hop文化 —  Strong Island(强岛)是流传在长岛地区，用于hip hop文化的一句行话— 并且接壤于长岛海湾。

## 2005-2006赛季
在球队的首个赛季并不是很顺利，早早的被档在季候赛大门之外，但是他们打出的一波10胜0负的小高潮赢得了大家的尊敬也吸引了更多的ABA球迷。
海湾队作为第13号种子晋级了2006赛季ABA联盟季候赛，在首轮在长岛球队击败了贝林汉姆魔术师队，第二轮球队又在曼哈顿淘汰了哈林壮狗队。 球队打入了在罗彻斯特举办的的2006赛季十六强冠军赛(Elite Eight)，并且在四分之一决赛中淘汰了高顺位的印第安纳流浪猫队，但是在2006年3月25日进行的半决赛中被南加州传奇队所淘汰，在最后的ABA联盟总冠军赛中罗彻斯特剃刀鲨队击败了南加州传奇队。